# Aemilian Schöpfer

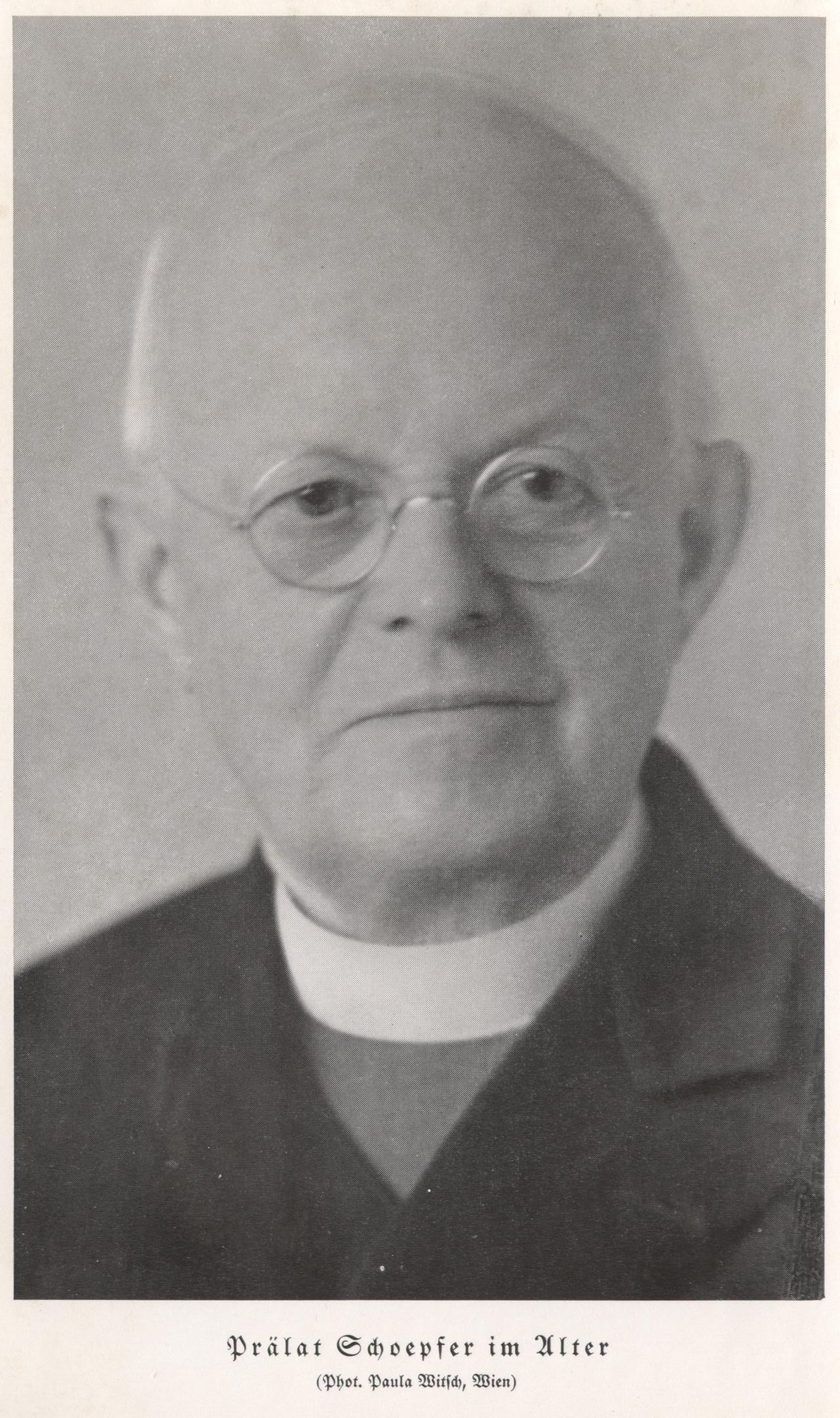
Altersbild Aemilian Schöpfer, aus der Biographie von Anton Klotz 1936

Aemilian Alois Ignaz Schöpfer (* 29. April 1858 in Brixen; † 24. März 1936 in Innsbruck) war katholischer Priester, ein konservativ gesinnter Politiker und Publizist, Mitbegründer und Obmann der Christlichsozialen Partei in Tirol, kommissarischer Landeshauptmann von Tirol 1916/17 und Gründer des bekannten Tyrolia Verlages Innsbruck, Wien und München, aus dem in Südtirol der heutige Athesia-Verlag hervorging.

## Leben und Wirken
Die Vorfahren Schöpfers waren Müller und Bauern bei Terenten, sein Vater war ein kleiner Finanzbeamter in Feldkirch und Brixen, wo Aemilian als fünftes von zehn Kindern geboren wurde. Als er früh zur Vollwaise wurde, nahm sich der Regens des Brixner Kassianums des talentierten Jungen an. Nach der Reifeprüfung 1875 fand er Aufnahme im Brixner Priesterseminar. Er wurde gefördert durch die beiden späteren Diözesanbischöfe, Regens Simon Aichner und Präfekt Franz Egger. Ab Oktober 1879 besuchte er das Frintaneum in Wien, wurde mit päpstlicher Dispens am 18. September 1880 vor Erreichung des kanonisch vorgeschriebenen Alters zum Priester geweiht und schloss seine Studien mit der Promotion zum Dr. theol. am 9. Februar 1883 ab. Zunächst war er danach Hofkaplan in Brixen, dann folgte auf eigenen Wunsch eine einjährige seelsorgerische Tätigkeit in Virgen; als Kooperator in Virgen wurde er bereits 1887 Professor für alttestamentliche Exegese und orientalische Sprachen am Brixner Seminar.
Schöpfer war ein sehr politischer Mensch, dessen besonderes Interesse der Sozialpolitik galt, wobei er auch für das allgemeine Wahlrecht eintrat und sich mit einigen anderen Tiroler Katholiken 1898 von der Katholischen Volkspartei abspaltete, was zum „Bruderstreit“ unter den Tiroler Katholiken führte, der bis 1907 andauern sollte. Gemeinsam mit Josef Schraffl gründete er die Christlichsoziale Partei in Tirol, deren erster Obmann er war. In Kirchenkreisen war Schöpfer nicht unumstritten, da er die politische Autorität der Landesbischöfe (Brixen, Trient, Salzburg) ablehnte und ihnen nur die religiöse zubilligte. 1890 gründete er in Brixen den Katholisch-politischen Preßverein, 1907 die Verlagsanstalt »Tyrolia«, der er bis zu seinem Tod als Präsident vorstand. Noch im selben Jahr wurde auch in Innsbruck eine Niederlassung errichtet. Nach der Abtrennung Südtirols im Jahr 1919 wurde der Südtiroler Teil der Verlagsanstalt als »Athesia« weitergeführt. Schöpfer war für das Erscheinen von mehreren Zeitungen verantwortlich, unter anderem für die 1888 begründete Brixener Chronik, den Tiroler Volksboten und den Tiroler Anzeiger. Bezeichnend für diese Blätter war der antiliberale und offen antisemitische Tonfall. 1914 wurde er zum päpstlichen Hausprälaten ernannt. Von 1896 bis 1923 war Schöpfer Mitglied des Tiroler Landtags (von 1908 bis 1918 auch des Landesausschusses) und von 1897 bis 1927 des österreichischen Reichs- bzw. Nationalrates. Als kommissarischer Landeshauptmann (von Oktober 1916 bis Mai 1917) sprach Schöpfer vor Karl I. das Treuegelöbnis Tirols. Obwohl er ein treuer Anhänger der Habsburger war, trat Schöpfer nach dem Zusammenbruch des Reiches für ein unabhängiges Tirol ein, durch das er die Einheit des Landes glaubte retten zu können.
Schöpfer war Ehrenmitglied der katholischen Studentenverbindung AV Raeto-Bavaria Innsbruck.